# Yukiguni no Yado Takahan
Das Yukiguni no Yado Takahan (jap. 雪国の宿 高半) ist ein seit mehr als 800 Jahren bestehendes Gasthaus/Hotel (Ryokan) in Yuzawa, Präfektur Niigata, Japan.
Die Herberge (yado) liegt im Nordwesten Japans im „Schneeland“ (yukiguni) und zeichnet sich durch ein traditionelles Onsen aus, ein Bad, das durch eine Thermalquelle mit leichtem Schwefelwasser gespeist wird. Daher der japanische Name des Onsen, Tamago no yu (卵の湯, zu deutsch: „Eierwasser“). Der Name des Gasthauses, Takahan, bezieht sich auf dessen Gründer Hanroku Takahashi, der die heißen Quellen vor 800 Jahren entdeckt haben soll. Seitdem befindet es sich im Besitz der Familie Takahashi.
In den 1930er Jahren wurde das Hotel vom späteren japanischen Literaturnobelpreisträger Yasunari Kawabata besucht, der die Zeit in mehreren Novellen festhielt, die 1948 als Ganzes mit dem Titel Yukiguni (雪国, zu deutsch: „Schneeland“) veröffentlicht wurden. 1972 wurde der Holzbau des Ryokan aus Feuerschutzgründen als Betonbau neu errichtet. Der von Kawabata genutzte Raum, Kasumi no ma, ist heute noch erhalten und dort werden einige persönliche Gegenstände des Dichters gezeigt.
Heute ist der Ryokan jedes Jahr Ziel zehntausender japanischer Touristen. Das Schneeland um Yuzawa wird von vielen Besuchern aus Südostasien aufgesucht, die einmal Schnee erleben wollen.